# Carl Hanner
Carl Johan Hanner, ursprungligen Carlsson, född 5 september 1796 i Hannäs församling, Kalmar län, död 23 maj 1847 i Linköpings församling, Östergötlands län, var en svensk instrumentmakare och orgelbyggare.

## Biografi
Carl Hanner föddes 1796 på bondgården Hällingsfall i Hannäs socken. Var Hanner tog sina första steg på musikens och orgelbyggnationens bana vet man inte, kanske var det grannsocknens organist Anders Dahlgren, även kunnig i att reparera orglar, som var hans första lärare. 16 år gammal tog Carl Carlsson Hanner klockarexamen av första klassen i Linköping med goda betyg.
Han var organist och klockare 1820–1824 i Dunkers församling. Var organist mellan 1824 och 1829 i Västra Tunhems församling.
Efter att ha gått i lära under åtminstone två år hos en av den tidens stora, nämligen orgelbyggare Gustaf Andersson i Stockholm, öppnade Hanner 1832 en instrumentmakarverkstad i Linköping på Sankt Pers kvarter 48. Som första orgeluppdrag genomförde han samma år en översyn av orgeln i Linköpings S:t Lars. 1833 flyttade han till Kors Lars kvarter 10. Året därpå 1834 flyttade de till Sankt Kors kvarter 41. I hushållet hos Hanner fanns två elever och en gesäll. Hanners första lärling hette Carl Nordqvist. Han hade en äldre syster, Maria Catharina, som bodde med sin mor i kvarteret Hospitalet bredvid instrumentmakareverkstaden.  Den 14 januari 1834 gifte sig Carl Hanner och Maria Catharina Nordqvist. Han var då 37 år gammal och hon 20. Samma år föddes deras första son Carl Anshelm. Hustrun och barnen bodde mellan 1835 och 1837 hos svärmodern på Sankt Kors kvarter 9. 1837 flyttade familjen till Sankt Kors kvarter 66. 
1840 flyttade familjen till Jönköping och bosätter sig på kvarter Tyska Maden 30. Tomten ägdes av vice pastor Hanner.
1846 flyttade familjen tillbaka till Sankt Kors kvarter 61 i Linköping.
Carl Hanner avled 23 maj 1847  i Linköping av lunginflammation, 50 år gammal. Hustrun dog i kronisk lungkatarr i Linköping 1887, 74 år gammal.

### Familj
Hanner gifte sig 14 januari 1834 i Linköping med Maria Catharina Nordquist (1813–1887). De fick tillsammans sonen Carl Anshelm Hanner (1834–1837), revisorn Per Genserich Hanner (1836–1904) i Stockholm, grosshandlaren Carl Anshelm Hanner (1838–1889) i Stockholm och Johan Gerion Hanner (1840–1844).

## Orgelbyggen
Förutom de två nybyggen var Hanner engagerad i en rad andra projekt, antingen på egen hand eller tillsammans med sin läromästare Gustaf Andersson.
| År   | Ursprunglig kyrka            | Stift      | Manualer | Pedal        | Stämmor | Bevarad orgel/fasad | Övrigt |
| ---- | ---------------------------- | ---------- | -------- | ------------ | ------- | ------------------- | --- |
| 1832 | Rappestads kyrka             | Linköpings |          |              |         |                     | Renovering såsom gesäll hos Gustaf Andersson, Stockholm, 1832. |
| 1835 | Rinna kyrka                  | Linköpings |          |              |         |                     | Gesäll vid Gustaf Anderssons nybygge, 1835 |
| 1836 | Flistads kyrka, Östergötland | Linköpings | 1        | Bihängd      | 6       | Ja/Ja               | År 1836 byggde Carl Hanner en orgel vid sin verkstad i Linköping, förmodligen som demonstrationsprojekt. I ett kontrakt 29 maj 1837 förbinder sig Hanner att för 1 000 riksdaler banco i Flistads kyrka sätta upp "det af mig förfärdigade Nya Orgelverk[et]". 6 stämmor på 1 manual samt troligen bihangspedal, uppsatt 1837 i kyrkan. 1854 reparerades och tillbygges orgeln. Borunda 16' (C-H) tillbyggdes i pedalen. Vid avsyningen rekommenderade besiktningsmannen Bror Oskar Nylander, Vreta Klsoter att en större bälg ska köpas in för att få en stabilare väderförsörjning. En ny orgel byggdes 1931 av Olof Hammarberg, Göteborg. Detta är den enda av Carl Hanners orglar som ännu finns kvar i bruk. |
| 1842 | Västra Husby kyrka           | Linköpings |          | Självständig | 16      | Nej/Nej             | I Västra Husby byggde han under åren 1838–1842 sitt största verk. 16 stämmor varav 5 i pedalen; kontrakt 4 februari 1838, avsyning 14 april 1842. En ny orgel byggdes 1938 av John Vesterlund, Lövstabruk med 29 stämmor, två manualer och pedal. Tyvärr gick denna orgel med fasad från 1842 upp i rök då kyrkan brann den 2 mars 1977. |

### Reparationer och ombyggnationer
| År   | Ursprunglig kyrka           | Stift      | Manualer | Pedal | Stämmor | Bevarad orgel/fasad | Övrigt                                            |
| ---- | --------------------------- | ---------- | -------- | ----- | ------- | ------------------- | ------------------------------------------------- |
| 1822 | Torsåkers kyrka             | Strängnäs  |          |       |         |                     | Reparation; avsyning 30 juli 1822.                |
| 1832 | Sankt Lars kyrka, Linköping | Linköpings |          |       |         |                     | service, översyn 1832.                            |
| 1835 | Styra kyrka                 | Linköpings |          |       |         |                     | Reparation; kontrakt 26 januari 1834, avsyning 23 |
| 1839 | Ekebyborna kyrka            | Linköpings |          |       |         |                     | Reparation 1839.                                  |
| 1843 | Nydala kyrka                | Växjö      |          |       |         |                     | Reparation; avsyning 7 mars 1843.                 |
| 1843 | Skärstads kyrka             | Växjö      |          |       |         |                     | Reparation; kontrakt 13 juni 1843.                |
| 1844 | Bringetofta kyrka           | Växjö      |          |       |         |                     | Reparation 1844.                                  |

## Medarbetare och elever
- 1832–1835 - Carl Nordquist (född 1816). Han var elev hos Hanner.[3][4]
- 1833–1834 - Carl Reinhold Blomberg (född 1822). Han var elev hos Hanner.[4]
- 1834 - Lars Magnus Winblad (född 1797). Han arbetade som gesäll hos Hanner.[4]
- 1837–1840 - Anders Peter Kullbom (1817–1900). Han var elev och konstförvant hos Hanner.[5]
- 1837–1840 - Johan Fredrik Ekelöf (1823–1851). Han var son till snickaren Johannes Larsson Ekelöf och Inga Larsdotter.[13][14] Han var 1837–1840 elev hos Hanner.[5] Ekelöf bytte 1844 efternamn till Cassel och blev livgrenadjär i Hogstad.[15]
- 1839–1840 - Johan Abraham Lindström (1807–1859).[16] 1838 började han arbeta som snickargesäll hos L. Blomgren i Norrköping.[17] Han arbetade som snickargesäll mellan 1839 och 1840 hos Hanner.[5] Han blev 1841 snickargesäll hos Pehr Gullbergson och Jonas Wengström i Lillkyrka.[18] Han blev 1843 orgelbyggargesäll hos orgelbyggaren Johan Gustaf Ek i Torps socken.[19][20][21] 1848 flyttade han till Styrnäs och arbetade där som orgelbyggargesäll.[22][23]
- 1839–1840 - Carl Johan Brun (1814–1865).[24] Han arbetade som snickargesäll hos Hanner.[5][25] Han arbetade från 1860 som snickargesäll i Stockholm.[26][27]
- 1839–1840 - Petter Simonsson (1818–1875). Han var son till hemmansbrukaren Simon Pehrsson och Brita Pehrsdotter.[28][29] Han var 1839–1840 elev hos Hanner.[5] 1841 blev han organistkandidat hos organisten Carl Törnbom i Skärkind.[30][31] Han blev 1847 skollärare i Hogstad.[32] Simonsson blev 1849 han skollärare i Högby.[33][34] 1854 blev Simosson klockare i Västra Skrukeby.[35][36] 1871 blev klockare och skollärare i Högby.[37]
- 1843 - Bengt Wilhelm Molin (1826–1883). Han var son till stenhuggaren Lars Molin och Inga Håkansdotter.[38][39] Han arbetade som lärling hos Hanner.[6]
- 1844 - Johan Fredrik Svahn (född 1817). Han arbetade som gesäll hos Hanner.[6][40][41]